# Phalaenopsis violacea
Phalaenopsis violacea là một loài lan đặc hữu của quần đảo Andaman, quần đảo Nicobar và tây bắc Sumatra.
 Tư liệu liên quan tới Phalaenopsis violacea tại Wikimedia Commons

## Hình ảnh

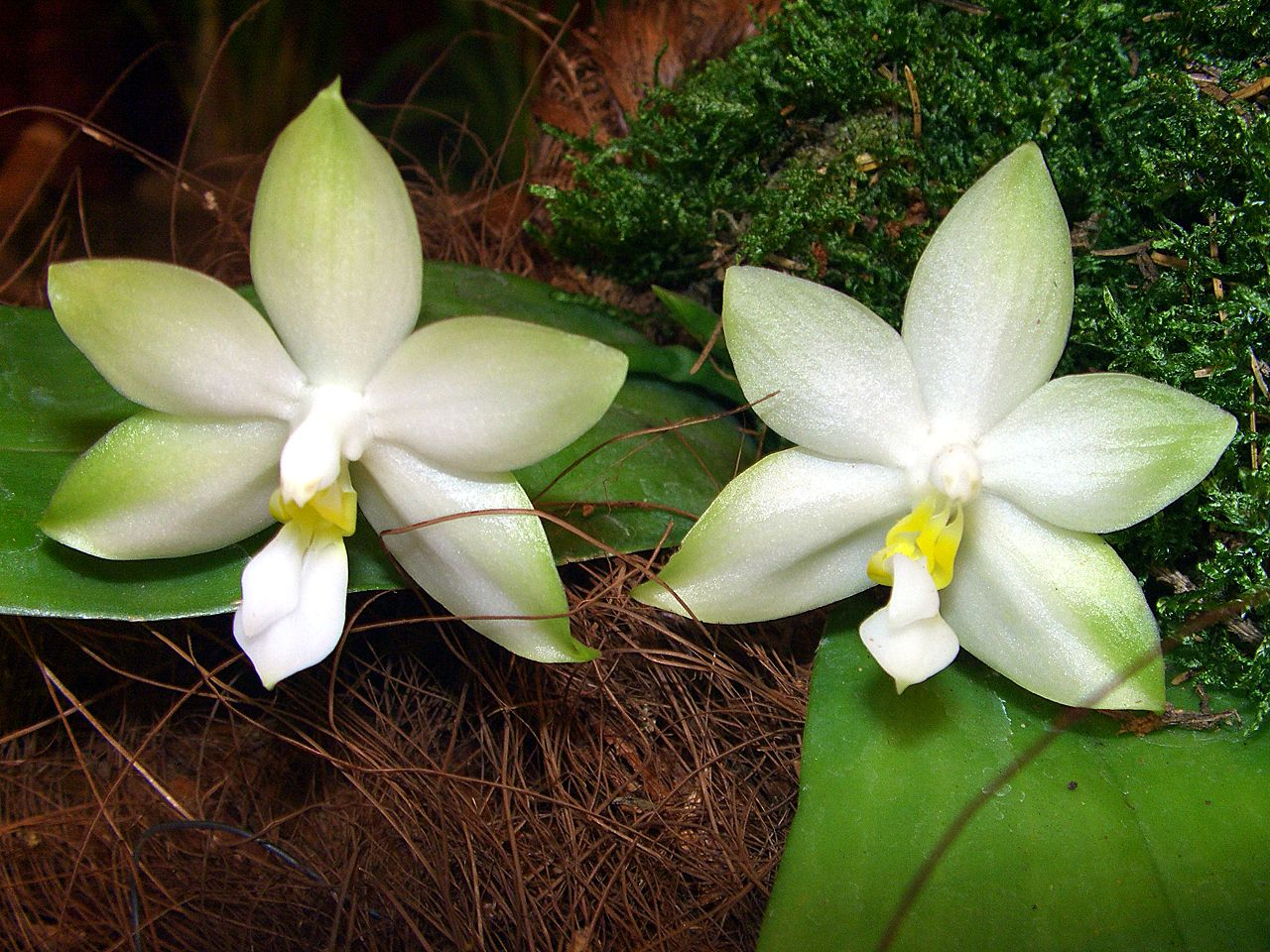
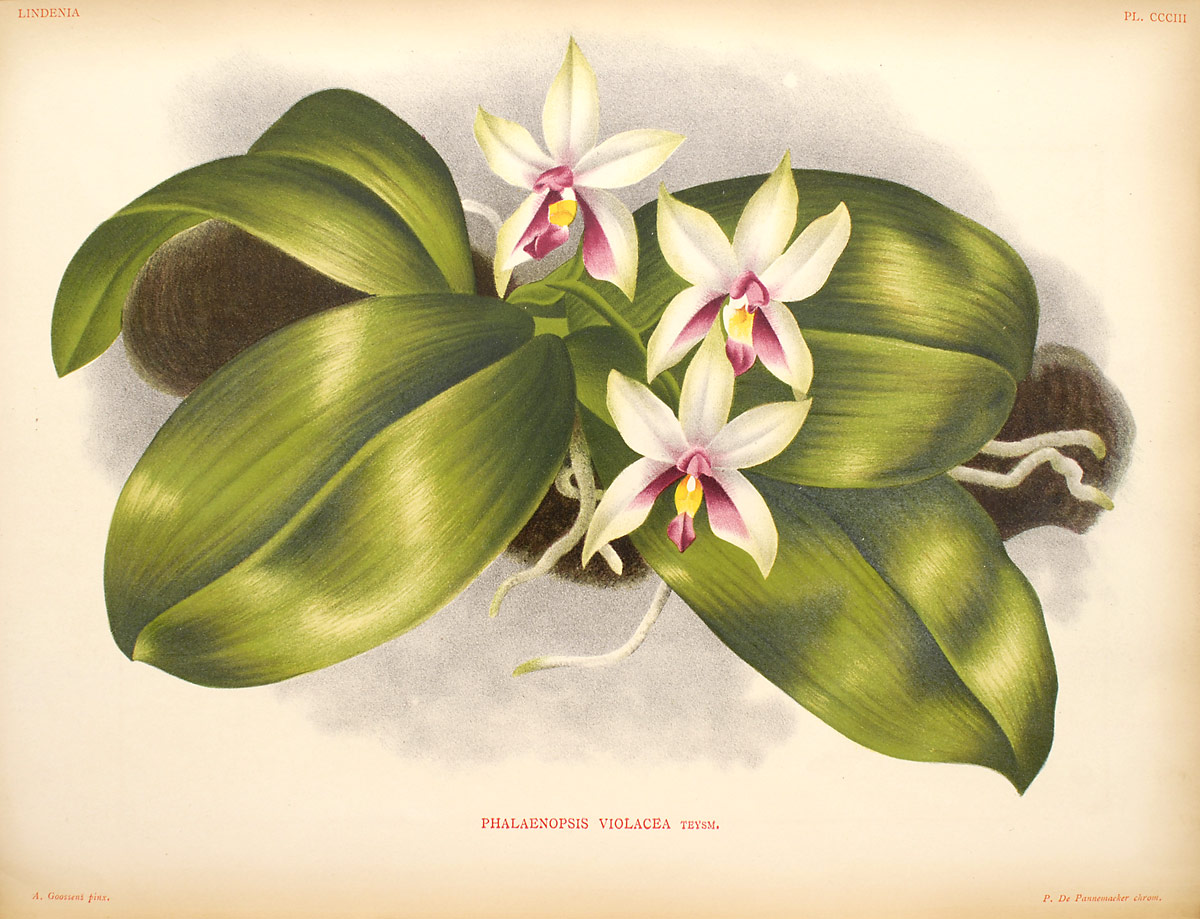
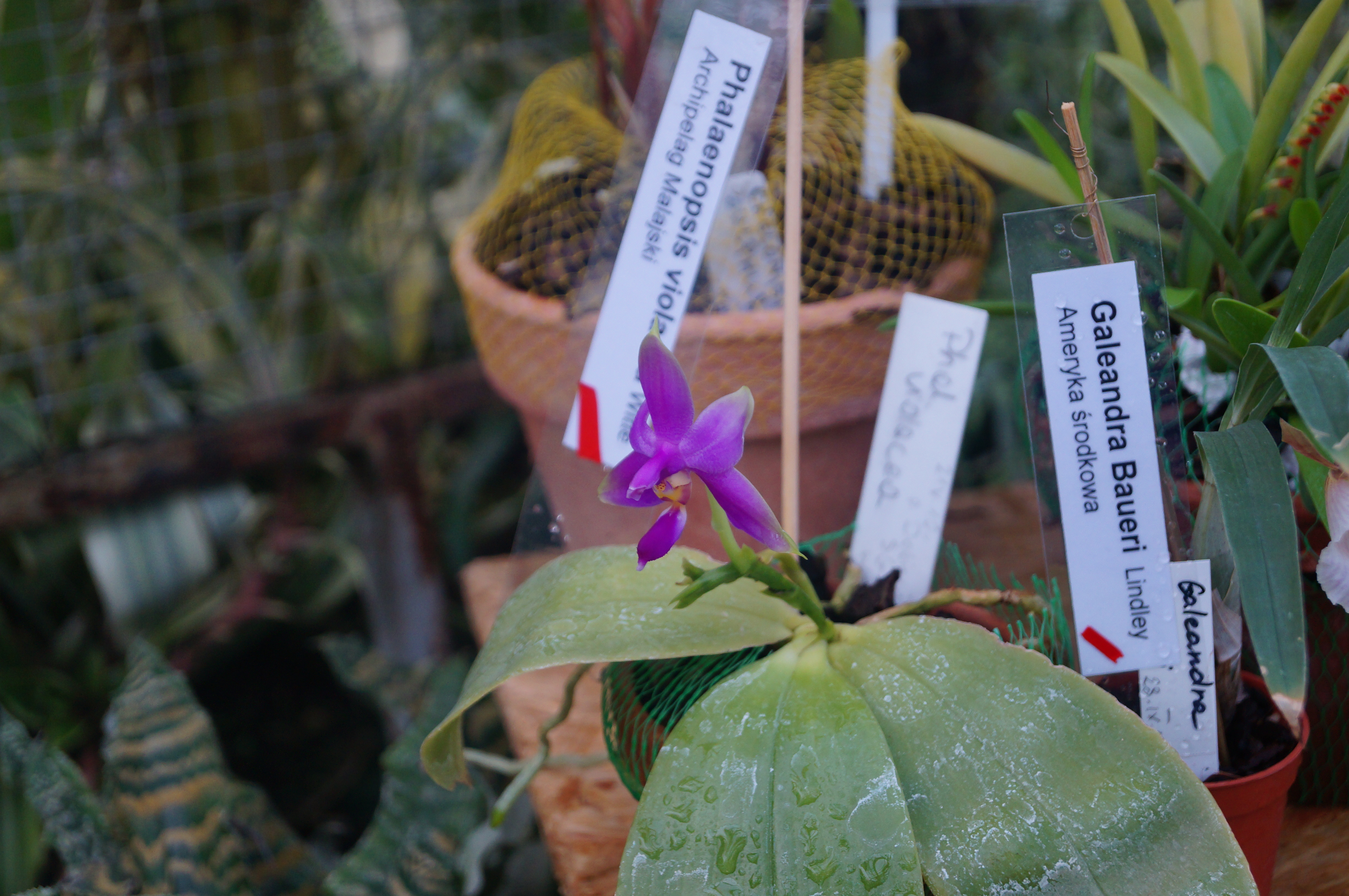
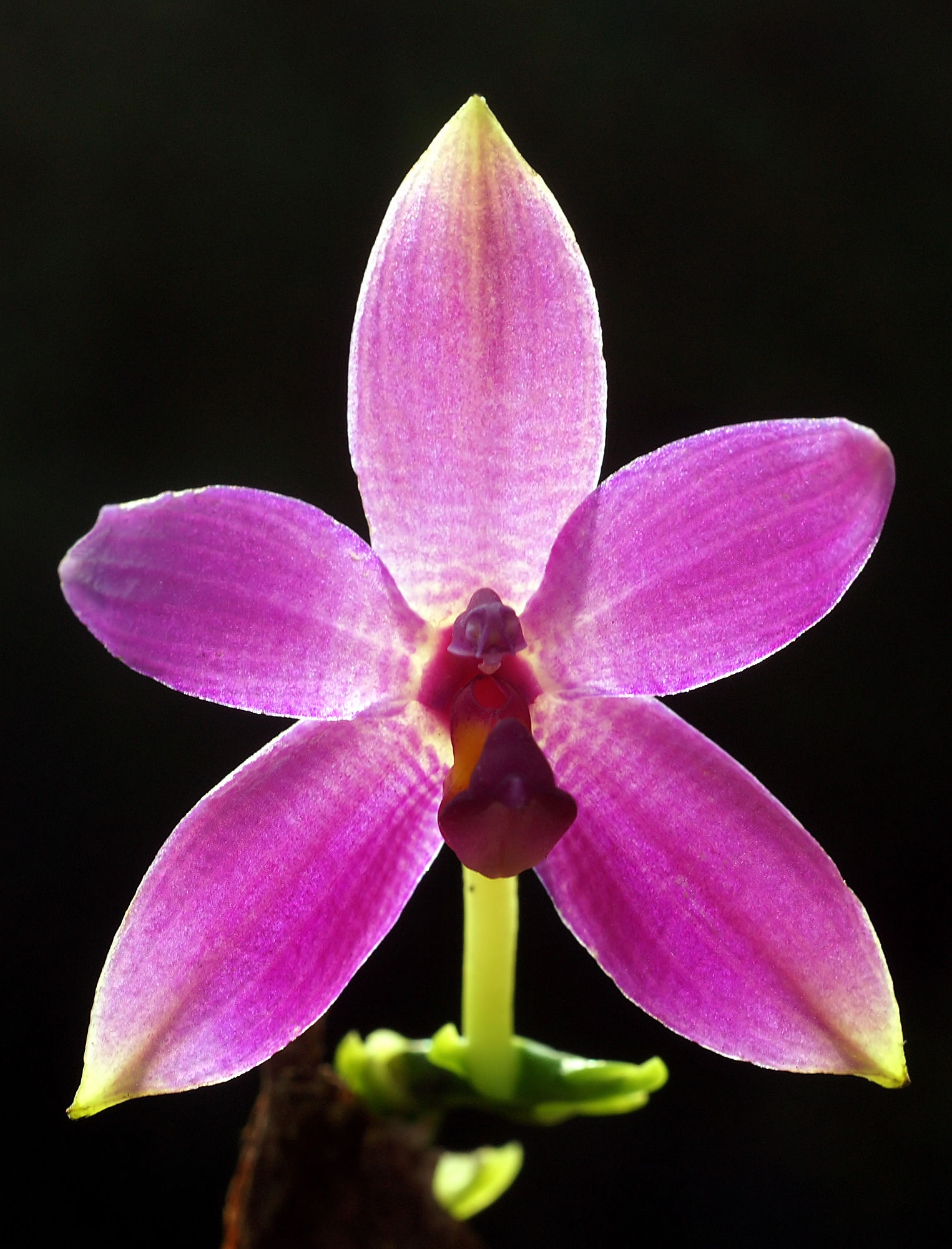